# جيري دورغان
جيري دورغان (بالإنجليزية: Jerry Dorgan)‏ هو لاعب كرة قاعدة أمريكي، ولد في 1856 في ميريديان في الولايات المتحدة، وتوفي في 10 يونيو 1891 في ميدلتاون في الولايات المتحدة.